# 世界海关组织
世界海关组织（英語：World Customs Organization，縮寫：WCO），是一个帮助各成员国在海关事务方面进行沟通和协作的政府间组织。该组织成立于1952年，当时称海关合作理事会（Customs Cooperation Council，CCC）。1994年10月採世界海关组织為工作名稱，而CCC則仍保留為官方名稱，方不至於有修改CCC公約之問題。
世界海关组织总部位于比利时布鲁塞尔。它建立了一套国际标准的商品分类原则，称为“商品名称及编码协调制度（Harmonized Commondity Nomenclature and Coding System）”。世界海关组织现任總幹事是伊安·桑德斯（Ian Saunders）。世界海关组织不负责处理关税及贸易争端，这些事务都被归入了世界贸易组织的权限里。

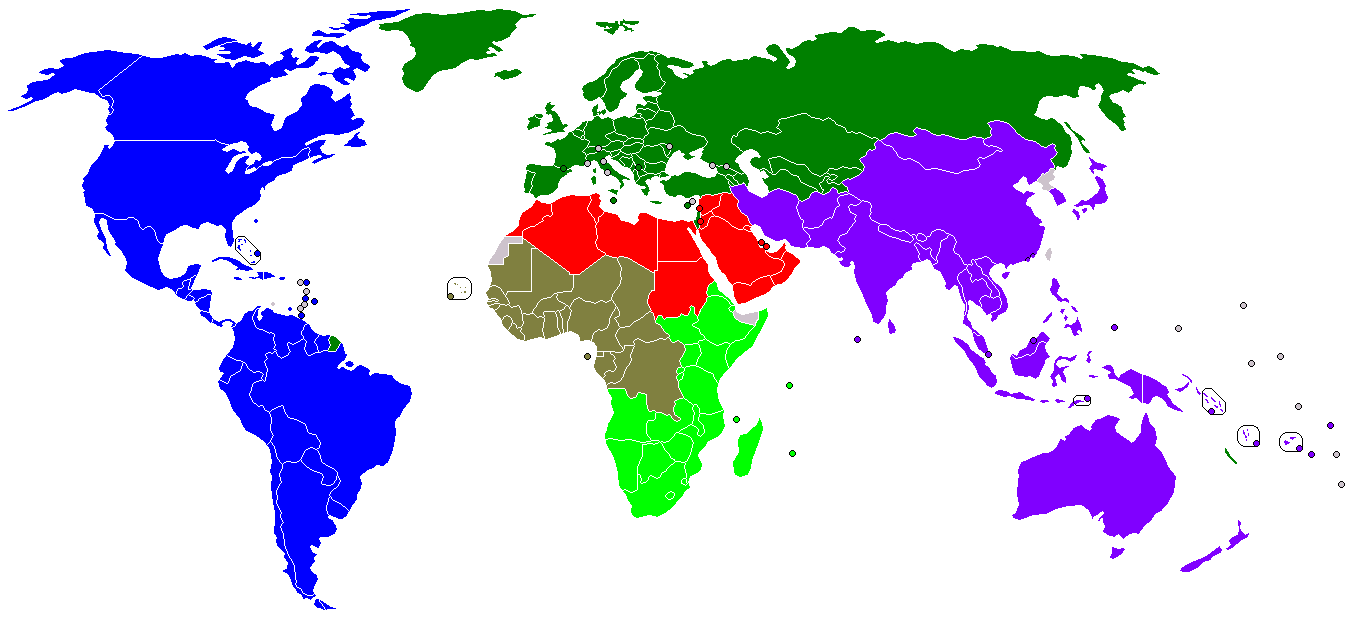
世界海關組織的成員分布:
北非及中東地區
西非及中非地區
東非及南非地區（索馬利亞和南蘇丹於2012年加入）
北美洲及中南美洲地區
歐洲、俄羅斯及中亞地區
東亞、南亞及大洋洲地區

## 成員
截至2017年9月，世界海關組織共有186名成員：

### 南美洲、北美洲、中美洲及加勒比
- 安地卡及巴布達
- 阿根廷
- 巴哈马
- 百慕大
- 玻利维亚
- 巴西
- 加拿大
- 智利
- 哥伦比亚
- 古巴
- [2]
- 薩爾瓦多
- 海地
- 牙买加
- 墨西哥
- 尼加拉瓜
- 巴拿马
- 巴拉圭
- 秘魯
- 圣卢西亚
- 苏里南
- 千里達及托巴哥
- 美国
- 乌拉圭
- 委內瑞拉

### 欧洲
- 阿尔巴尼亚
- 安道尔
- 亞美尼亞[3]
- 奥地利
- [3]
- 白俄羅斯
- 比利时
- 保加利亚
- 賽普勒斯[3]
- 捷克
- 丹麦
- 爱沙尼亚
- 欧洲联盟[4]
- 芬兰
- 法國
- 德国
- 希腊
- 匈牙利
- 冰島
- 愛爾蘭
- 以色列[3]
- 義大利
- [5]
- 科索沃[6]
- 拉脫維亞
- 立陶宛
- 盧森堡
- 馬爾他
- 摩尔多瓦
- 蒙特內哥羅
- 荷蘭
- 挪威
- 北馬其頓[7]
- 波蘭
- 葡萄牙
- 羅馬尼亞
- 俄羅斯
- 塞爾維亞
- 斯洛伐克
- 斯洛維尼亞
- 西班牙
- 瑞典
- 瑞士
- [5]
- 土耳其
- [5]
- 乌克兰
- 英国
- [5]

### 东部及南部非洲
- 安哥拉
- 衣索比亞
- 賴索托
- 马达加斯加
- 马拉维
- 模里西斯
- 莫桑比克
- 纳米比亚
- 卢旺达
- 塞舌尔
- 南非
- 南蘇丹
- 坦桑尼亚
- 乌干达
- 尚比亞
- 辛巴威

### 北部非洲、近东及中东
- 阿尔及利亚
- 巴林
- 埃及
- 伊拉克
- 约旦
- 科威特
- 黎巴嫩
- 利比亞
- 摩洛哥
- 阿曼
- 巴勒斯坦[8]
- 沙烏地阿拉伯
- 苏丹
- 叙利亚
- 突尼西亞
- 阿联酋
- 葉門

### 西部及中部非洲
- 布吉納法索
- 喀麦隆
- 中非
- 刚果共和国
- 刚果民主共和国
- 赤道几内亚
- 加彭
- 几内亚
- 利比里亚
- 毛里塔尼亚
- 尼日尔
- 奈及利亞
- 聖多美和普林西比
- 塞内加尔
- 多哥

### 远东、南亚、东南亚、澳大拉西亚及太平洋岛国
- 阿富汗
- 不丹
- 柬埔寨
- 中國
- 斐济
- 中國香港
- 印度
- 印度尼西亞
- 伊朗
- 日本
- 中國澳門
- 马来西亚
- 馬爾地夫
- 蒙古国
- 緬甸
- 尼泊尔
- 新西兰
- 巴基斯坦
- 帛琉
- 菲律賓
- 所罗门群岛
- 萨摩亚
- 新加坡
- 斯里蘭卡
- 泰國
- 东帝汶
- 越南